# イヴリー＝ラ＝バタイユ
イヴリー＝ラ＝バタイユ (フランス語:Ivry-la-Bataille) はウール県エヴルー郡サン＝タンドレ＝ド＝ルール (Saint-André-de-l'Eure) 小郡の都市。かつては単なる「イヴリー」であったが、16世紀にアンリ4世とカトリック同盟の間で起こったイヴリーの戦い (la bataille d'Ivry) の舞台になったことにちなみ、ラ・バタイユ（戦い）が都市名につけられた（なお、フランスには、イヴリーとつく他の都市イヴリー＝シュル＝セーヌもあり、これと区別する必要もある）。

## 地理
ノルマンディー地方のウール川沿いにあり、パリの約50km西に位置する。ここはまた、イル・ド・フランス地方とボーセ (Beaucé) 地方の境目でもある。

## 観光
- イヴリー＝ラ＝バタイユ城